# Бауер Євген Францевич
Євген Францевич Бауер (* 1865, Москва — † 9 червня (22 червня) 1917, Ялта) —  російський режисер  німого кіно, театральний художник і сценарист. Його режисерські роботи мали великий вплив на естетику російського кінематографу початку XX століття.

## Біографія
Євген Бауер народився 1865 року в Москві в сім'ї обрусілого чеха музиканта Франца Бауера і оперної співачки. З дитинства виявляв артистизм, брав участь в аматорських постановках (сестри його були професійними актрисами).
1887 року закінчив Московське училище живопису, скульптури та зодчества. Змінив багато професій — працював художником-карикатуристом, складав сатиричні замітки для преси. Надалі проявив себе як майстер художньої фотографії, а перейшовши працювати до театру — як постановник, імпресаріо і, в першу чергу, професіонал в області сценографії. У 1890-х роках він одружується з акторкою і танцівницею Ліною Анчаровою (її прізвище він використовував у роки Першої світової війни в псевдонімі «Євгеній Анчаров», так як його прізвище звучало занадто «по-німецьки»).
Вже в зрілі роки Бауер звертається до кінематографа і починає працювати художником-постановником і режисером. Перша робота в кіно — замовлення на створення декорацій для фільму «Трьохсотріччя дому Романових» (1913) Торгового Дому Дранкова, потім Бауер як постановник ставить для цієї компанії чотири фільми. Перспективного постановника переманює  московське відділення французької компанії «Брати Пате», для якого Бауер ставить ще чотири фільми, після чого остаточно переходить на роботу в Торговий дім Ханжонкова, що був у той час безумовним лідером в російській кінопромисловості.
З кінця 1913 до початку 1917 року Бауер ставить понад 80 фільмів, з яких на сьогодні збереглося менше половини. Бауер працює в основному в жанрах соціальної та психологічної драми (хоча серед його фільмів були і комедії), досягаючи постановочних вершин у фільмах «Мрії», «Після смерті» (обидва — 1915), «Життя за життя» (1916), «Революціонер» (1917). Він працював з провідними акторами російського німого кіно, в тому числі з Іваном Мозжухіним, Вірою Холодною, Вітольдом Полонським, Іваном Перестіані, Вірою Каралли, Володимиром Стрижевським та іншими.
1917 року Бауер разом з основним штатом  ательє Ханжонкова перебрався на нову студійну базу в Ялті, де поставив кінострічку «За щастям» з молодим актором Левом Кулешовим (згодом відомим режисером і теоретиком кіно). На зйомках Бауер зламав ногу і був змушений працювати над своїм наступним фільмом «Король Парижа» сидячи в кріслі-качалці. Однак закінчити цю картину Бауер не зміг через ускладнення, викликаних пневмонією: 22 червня (9 червня за старим стилем) 1917 року Євген Бауер раптово помер у ялтинській лікарні. Його останній фільм був закінчений актрисою Ольгою Рахмановою.